# آژانس یهود

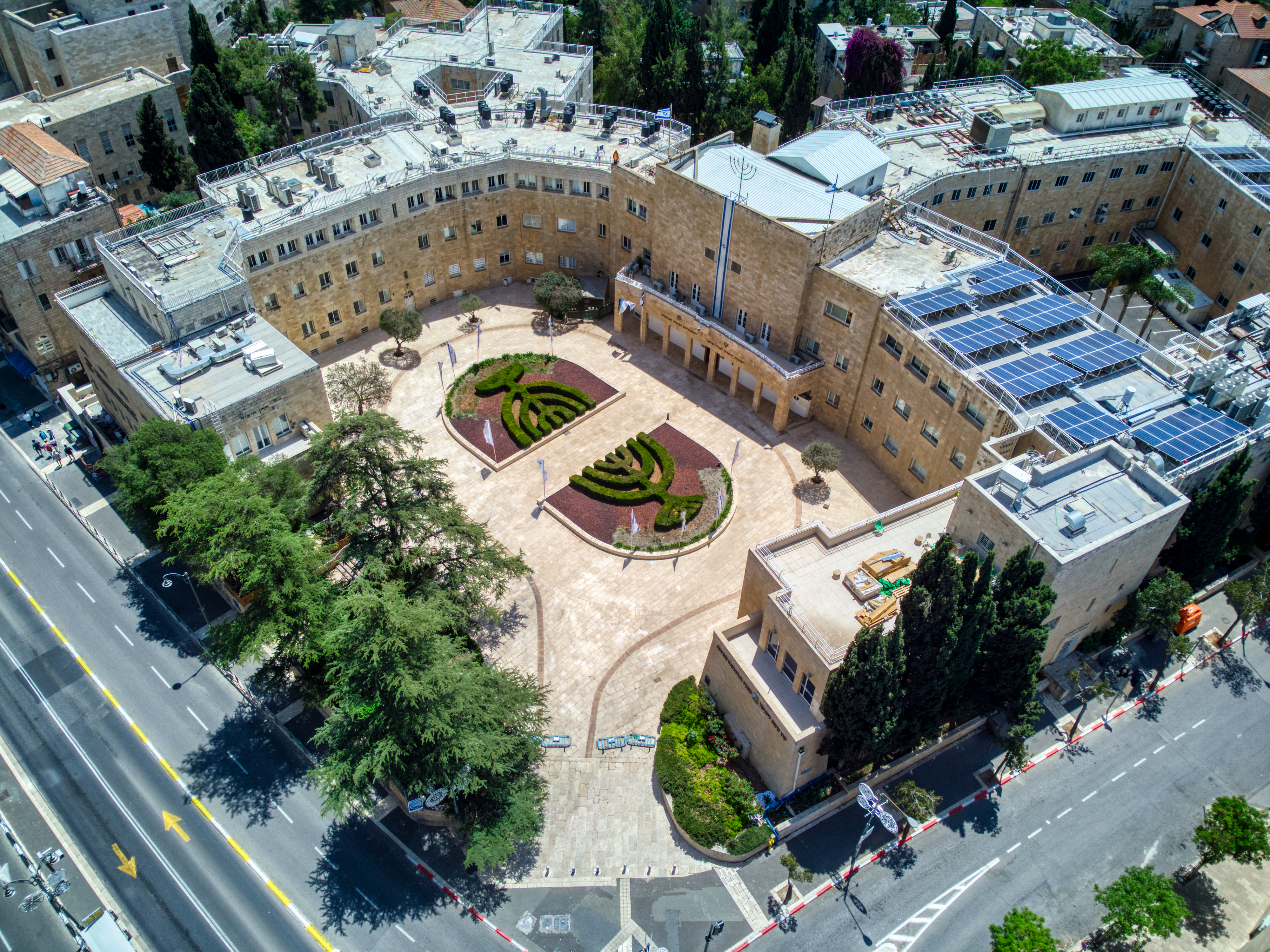
محل جلسات اولیه آژانس یهود یا سازمان جهانی صهیونیسم در ۱۹۱۰ میلادی

آژانس یهود یا مجری صهیونیستی فلسطینی (در عبری: הסוכנות היהודית و در انگلیسی: Jewish Agency) به لحاظ ماهوی همان سازمان جهانی صهیونیسم یا بخشی از موسسه‌ها و هیئت‌های سازمان است که با خارج ارتباط دارند.
این عبارت در مقابل سازمان صهیونیستی که مضمونی ایدئولوژیک دارد، به معنی تجمیعی از انسان‌ها با افکار معین است. در حالی که اصطلاح آژانس یهود حاوی مفهومی عملی بوده و به ادارات و موسسات و دفاتر و غیره اشاره می‌کند. آژانس یهود، عنصری رسمی از عناصر حکومت در اسرائیل است.
اصطلاح آژانس یهود به هنگام سند قیمومیت انگلیس بر فلسطین وضع شد. در ماده ۴ این سند که در آن سازمان صهیونیستی به رسمیت شناخته شد آمد است:
سازمان صهیونیستی، آژانس یهودی مناسب است برای ارائه مشورت به اداره قیمومیت و همکاری با آن در امور اقتصادی و اجتماعی و دیگر اموری که ممکن است در ایجاد وطن ملی یهود مؤثر باشد و نیز جهت کمک و مشارکت در ارتقای کشور، به این شرط که همواره زیر نظر اداره قیمومیت باشد ...
در ماده ۶ سند قیمومیت دولت فلسطین آمده‌است که باید در دو زمینه با آژانس یهود همکاری کند:
- تسهیل مهاجرت یهودیان به کشور در شرایطی مناسب؛
- تشویق استقرار ایشان در زمین‌های دولتی و اراضی موات که مورد نیاز عمومی نباشد.

در ماده ۴ سند قیمومیت آمده‌است که سازمان صهیونیسم باید پس از رایزنی با دولت انگلیس تدابیر لازم را برای جذب یاری همه یهودیان خواهان کمک به تشکیل موطن یهودی اتخاذ کند.